# Antonius Jan Glazemaker
Antonius Jan Glazemaker (* 19. April 1931 in Hilversum; † 20. Januar 2018 in Amersfoort) war fünfzehnter Erzbischof der Alt-Katholischen Kirche der Niederlande und der bislang letzte Bischof von Deventer.

## Leben
Glazemaker war der Sohn von Jan Glazemaker und Anna geborene Prins, er stammte mütterlicher- wie väterlicherseits aus altkatholischen Familien. Zu seinen wichtigsten Jugenderfahrungen als Gymnasiast in Amsterdam gehörte die Gründung des Ökumenischen Rates der Kirchen.
Am 27. November 1956 heiratete er Gerarda Geertruida de Groot, deren Schwester Elizabeth seit 1953 mit Teunis Johannes Horstman, dem späteren Bischof von Haarlem, verheiratet war.

## Kirchliche Ämter
Die Priesterweihe empfing er am 1. Juli 1956 in Hilversum durch den Erzbischof von Utrecht, Andreas Rinkel, und wirkte danach als Pfarrer in Leiden. Bischof von Deventer wurde er 1979 als dreizehnter und bisher letzter Bischof, der diesen Sitz innehatte. Seine Bischofsweihe fand am 8. Dezember 1979 durch den Erzbischof von Utrecht, Marinus Kok, in der Kirche St. Engelmund in IJmuiden statt, wo Glazemaker seit 1963 Pfarrer war.
Am 6. Februar 1982 wurde er zum Erzbischof von Utrecht gewählt. Unter seiner Leitung wurden 1999 die ersten Frauen zur alt-katholischen Priesterweihe zugelassen.
Vom Bischofsamt wurde er am 12. Februar 2000 emeritiert.